# Фонтено
Фонтено (итал. Fonteno) — коммуна (город) в провинции Бергамо, в итальянском регионе Ломбардия. Расположена в 70 км к северу от Милана и в 30 км севернее Бергамо. На 31 декабря 2004 года население составляло 680 человек, площадь — 11,1 км².
Городу Фонтено административно подчинена фрационе Ксино (ит.).
Фонтено граничит с коммунами Адрара-Сан-Рокко, Эндине-Гаяно, Монастероло-дель-Кастелло, Парцаника, Рива-ди-Сольто, Сольто-Коллина, Виголо.
Покровителями коммуны почитаются святые мученики Фаустин и Иовита, празднование 15 февраля.

## География
Город расположен недалеко от озера Изео.

## Фотогалерея

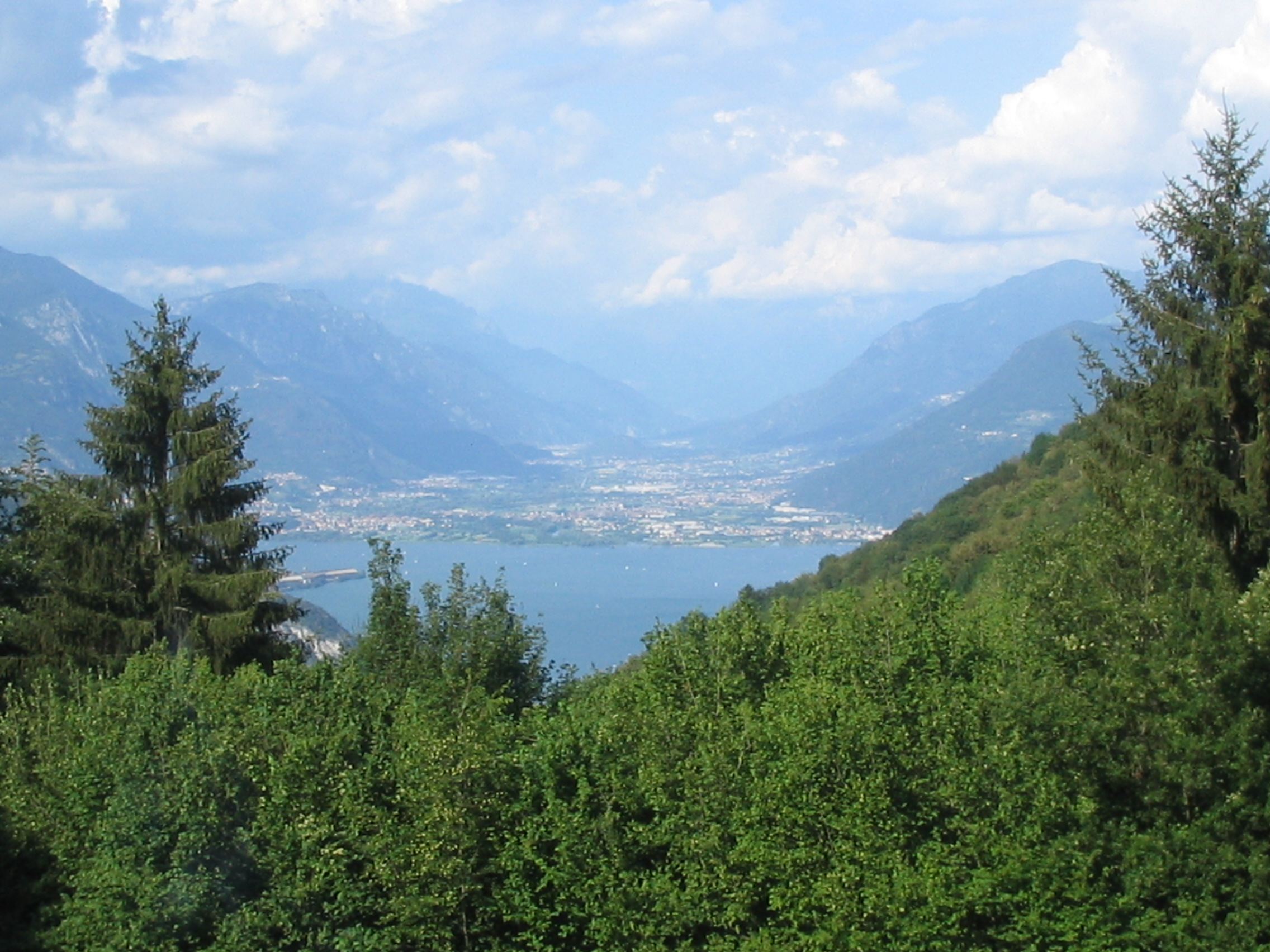
Долина Фонтено и вид на озеро Изео
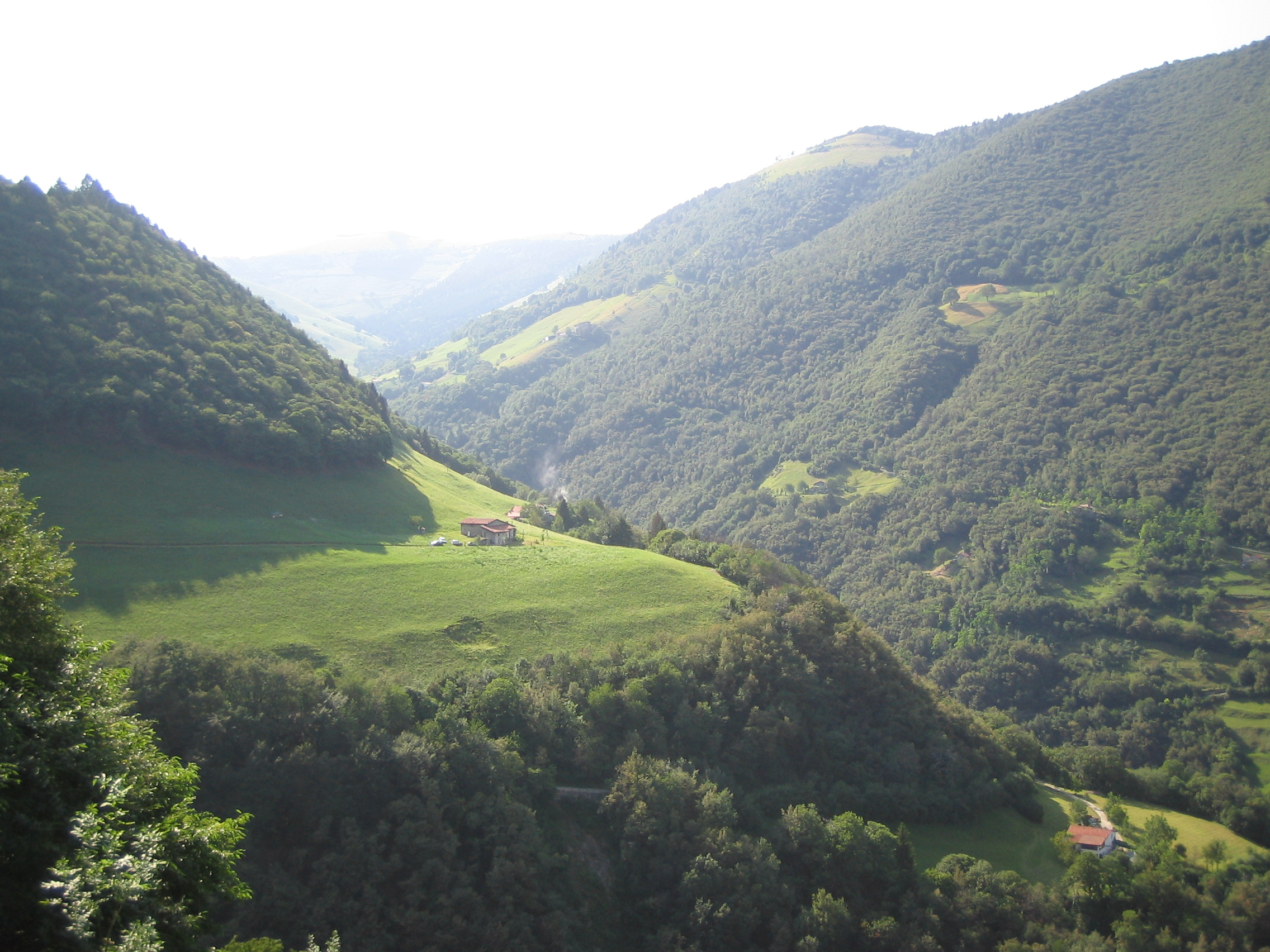
Долина Фонтено
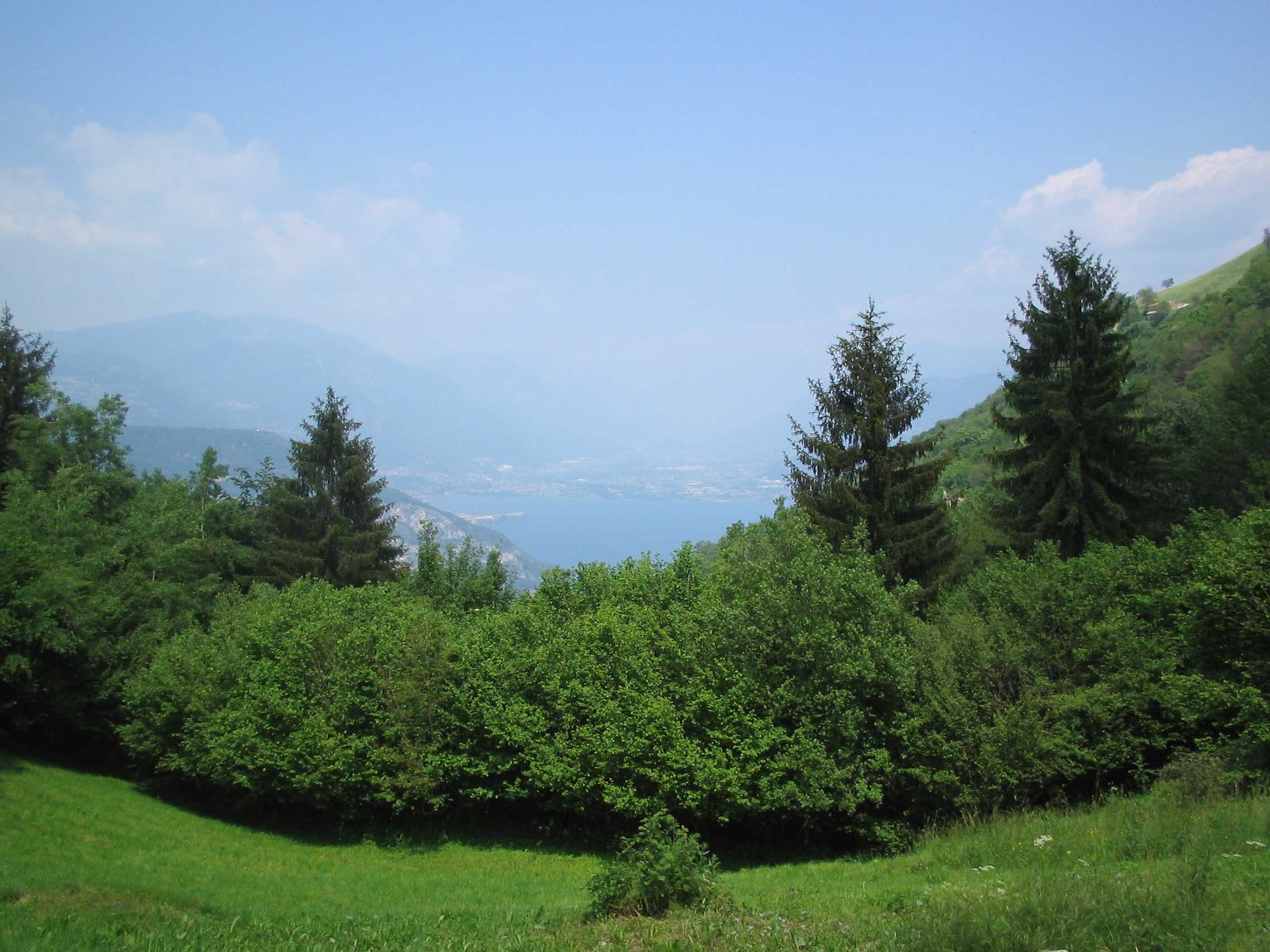
Долина Фонтено
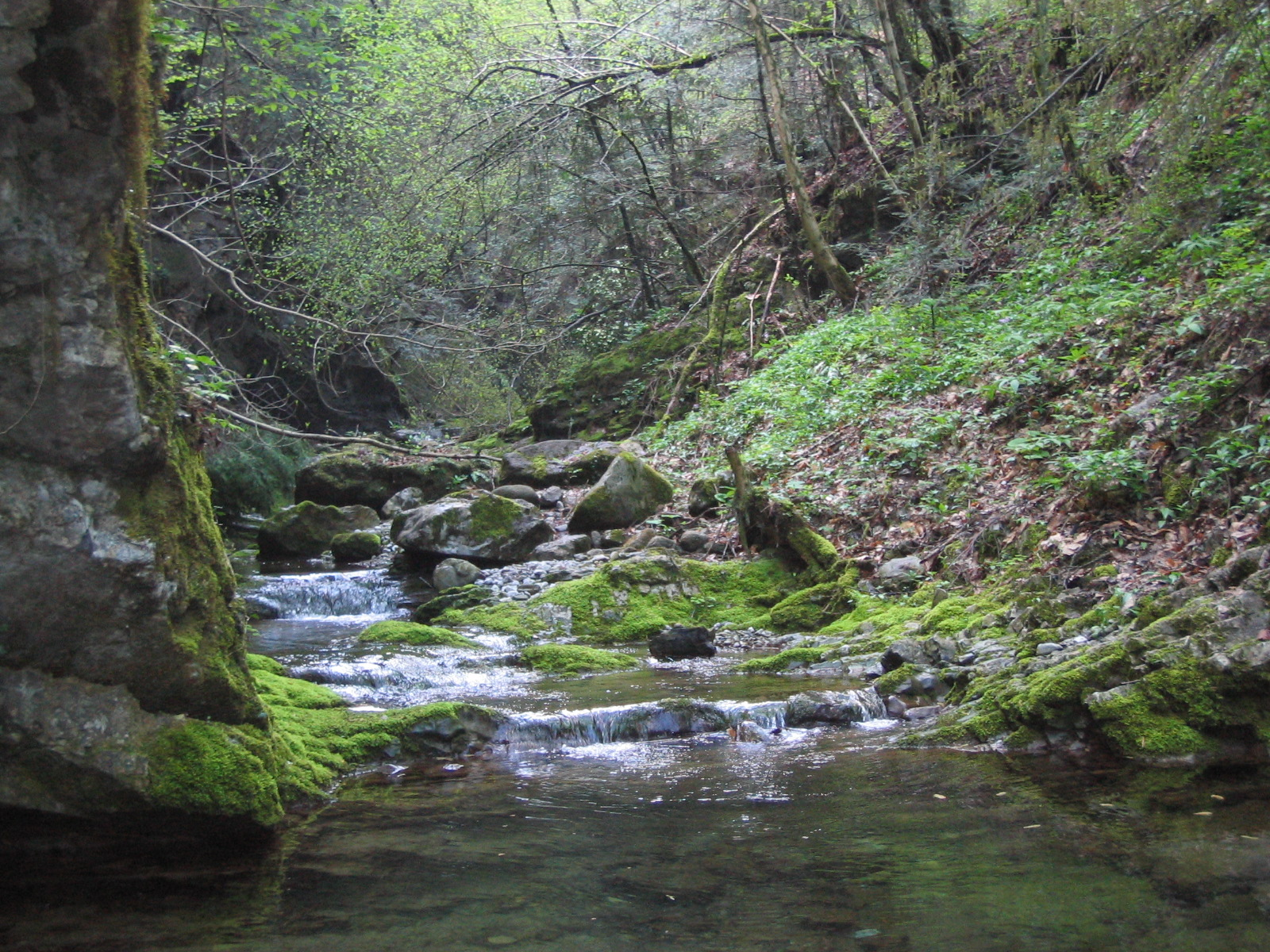
Il torrente Zù